# Харкан (бахш)
Харкан (перс. خرقان) — бахш в Ірані, в шагрестані Зарандіє остану Марказі. За даними перепису 2006 року, його населення становило 9276 осіб, які проживали у складі 2726 сімей.

## Дегестани
До складу бахша входять такі дегестани:
- Алішар
- Альвір
- Дузадж